# 도겐다이역
도겐다이역(일본어: 桃源台駅)과 도겐다이 항은 일본 가나가와현 아시가라시모군 하코네정 모토하코네 164(고시)에 위치한 하코네 로프웨이의 역 및 하코네 관광선의 전용항이다. 두 시설은 오다큐 하코네 고속 버스, 하코네 등산 버스의 노선 버스를 포함하여 3개 교통 기관에서 여객 터미널을 공용한다. 역 번호는 OH 65이다.

## 역사
- 1960년 9월 7일: 영업 개시.
- 2006년 6월 1일: 로프웨이 전환 공사로 인한 휴업. 휴업 중에는 역사 외 버스 터미널과 항구의 대기소도 포함한 광범위한 개수 공사가 한창인 관계로, 인접하는 주차장의 일부가 임시 버스 터미널 매표소 화장실이었음.
- 2007년 6월 1일: 영업 재개.
- 2015년
  - 5월 6일: 하코네 산에서 화산성 지진이 증가하여, 하코네 산이 기상청에 의한 폭발 경계 수준 2에 지정된 데 따라, 하코네 케이블카는 전 노선 운휴.
  - 5월 20일: 소운잔 역까지 대체 버스 운행 개시.
  - 6월 30일: 분화 경계령이 3으로 올라서 대체 버스 운휴.
  - 7월 6일: 고라 역까지 새로운 대체 버스 운행 개시.
  - 9월 14일: 분화 경계 수준이 2로 낮아지면서, 소운산 역 대체 버스 운행 재개.
  - 10월 30일: 우바코 역 ~ 당역 구간 운행 재개. 대체 버스는 계속 운행.

## 역 구조
역사의 2층에 케이블카 타는 곳, 1층에 케이블카 개찰(자동 개찰기 설치) 및 로프웨이・버스 탑승권 매장과 선물 가게, 지하 1층에 레스토랑, 지하 2층에 하코네 관광선 승강장이 있고 각 층은 에스컬레이터, 엘리베이터로 연결된다.
본 역은 소운잔 역과 함께 하코네 케이블카의 종착역으로, 케이블카 긴장 설비가 설치되어 있다. 또한, 동일 설비는 소운잔 역에도 설치되어 있다.

## 역 주변
본 역은 오다큐 하코네 홀딩스 산하 교통 결절점(케이블카・선박・노선 버스)으로, 항구 및 버스 터미널과 일체적 시설을 갖는다. 하코네 지역에서의 교통 사업자인 이즈하코네 철도 교통은 가지 않는다(하코네의 고시 항까지는 도보 10분). 본 역 부근은 마을 표지에 따르면 "고시" 마을에서 제외된다.
- 아시노호
- 아시노 호 캠프촌
- 도겐다이 항 - 하코네 관광선과 환승 가능.
- 고시 항 - 이즈하코네 철도 아시노코 유람선과 환승 가능.

## 사진

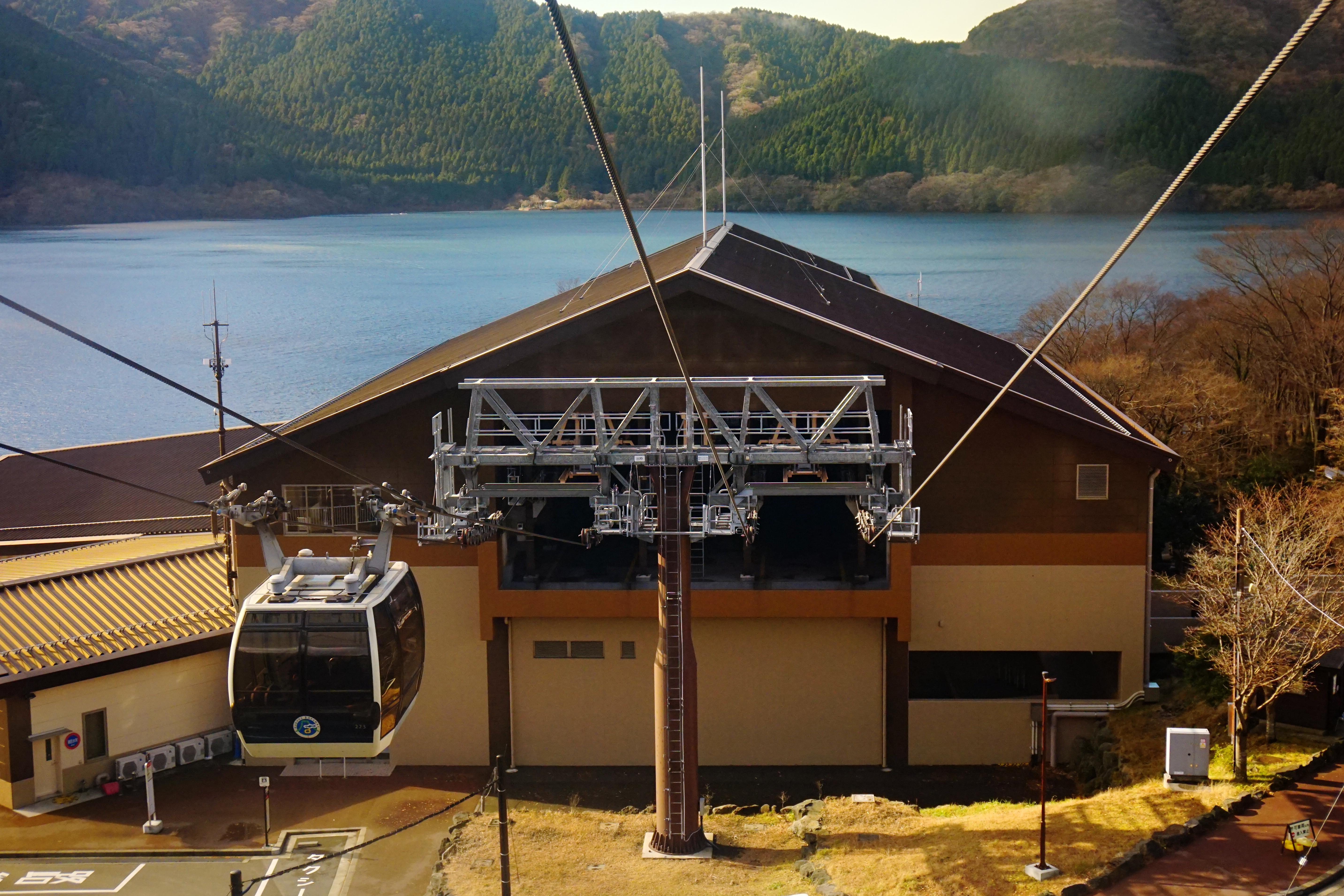
도겐다이 역과 아시노 호
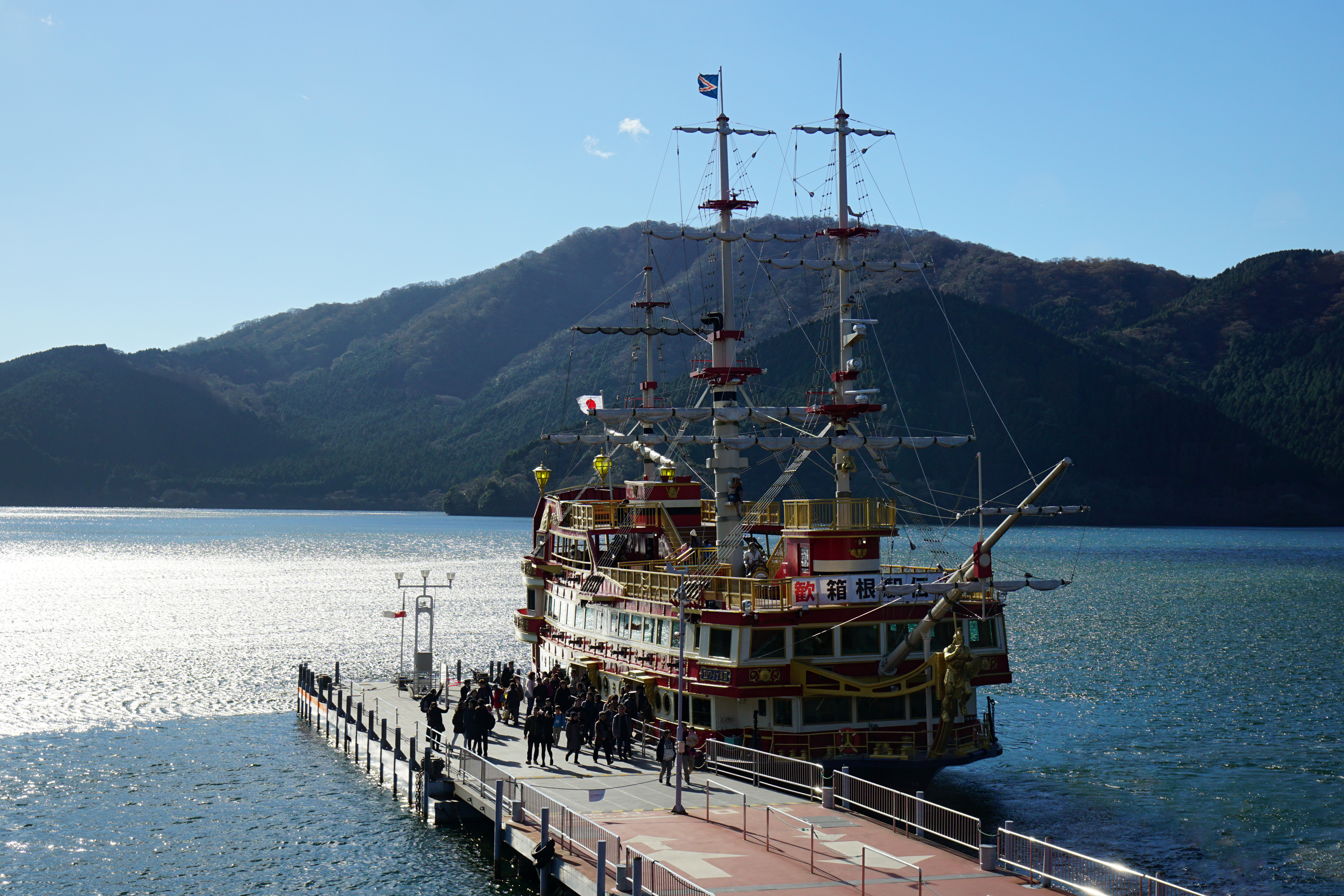
아시노 호의 해적선
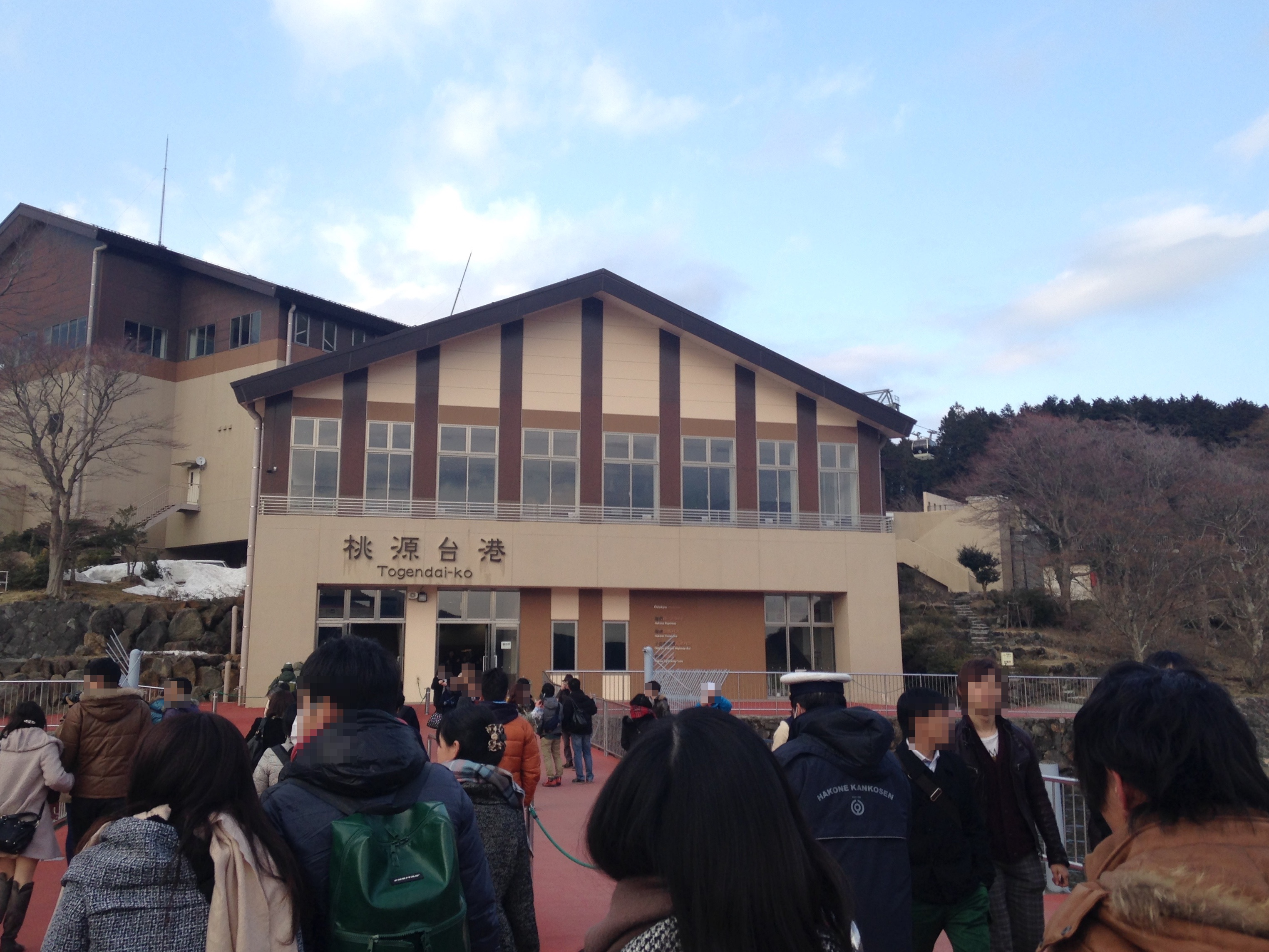
도겐다이 항
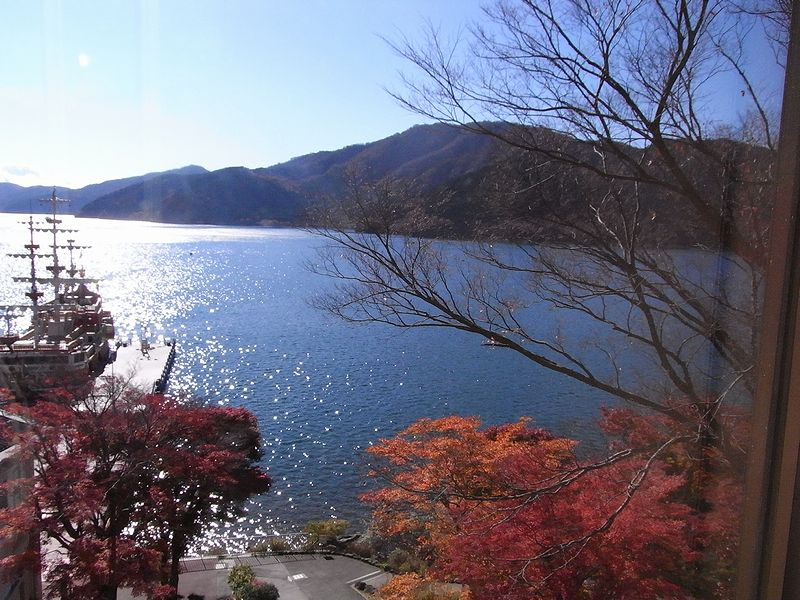
곤돌라에서 본 아시노 호

## 인접역
| 하코네 로프웨이 하코네 로프웨이 | 하코네 로프웨이 하코네 로프웨이 | 하코네 로프웨이 하코네 로프웨이 |
| ------------------------------- | ------------------------------- | ------------------------------- |
| OH 64 우바코 소운잔 방면        |                                 | 시·종착역                       |

## 인접항
하코네 관광선(하코네 해적선)
도겐다이 항 (OH 65) → 하코네마치 항 (OH 66) → 모토하코네 항 (OH 67) → 도겐다이 항 (OH 65)